# Smalfotad dvärgtyrann
Smalfotad dvärgtyrann (Zimmerius gracilipes) är en fågel i familjen tyranner inom ordningen tättingar.

## Utseende och läte
Smalfotad dvärgtyrann är en liten tyrann. Fjäderdräkten är matt gröngul, mer bjärt gul på vingkanter och ett gråaktigt huvud. Ett subtilt svart ögonstreck och vita halvmånar över och under ögonen skapar ett svagt mönster. Jämfört med liknande gråkronad flatnäbb är en mindre med mycket mindre näbb och har ofta mörkt öga. Sången består av en kort accelererande serie med melodiska toner. Lätet är ett fylligt "duit" likt många andra arter, som dvärgmanakinen.

## Utbredning och systematik
Smalfotad dvärgtyrann delas in i två underarter:
- Zimmerius gracilipes gracilipes – förekommer från sydöstra Venezuela och östra Colombia till nordvästra Brasilien och nordöstra Peru
- Zimmerius gracilipes gilvus – förekommer från sydöstra Peru och västra Brasilien till norra Bolivia

## Status och hot
Arten har ett stort utbredningsområde, men tros minska i antal, dock inte tillräckligt kraftigt för att den ska betraktas som hotad. Internationella naturvårdsunionen IUCN listar arten som livskraftig (LC).

## Namn
Släktesnamnet Zimmerius hedrar amerikanske ornitologen John Todd Zimmer.

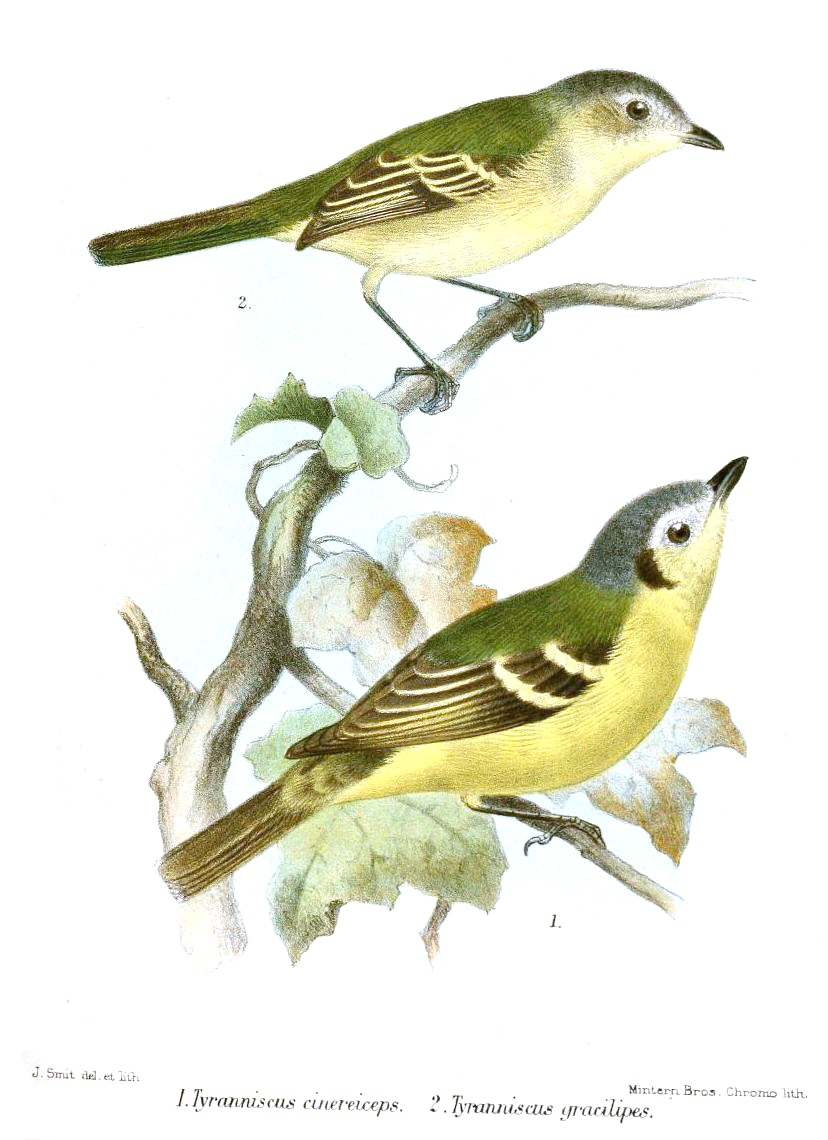